# Diana (istennő)
Diana holdistennő a római mitológiában népek védnöke, a nők, a szülés és gyermeknevelés patrónája, az állatok és a vadászat istennője. Temploma Ariciánál volt, melyet augusztus 13-án, a rabszolgák ünnepén alapítottak, Rómában pedig az Aventinuson volt a szentélye.

## Eredete
Diana az i. e. 4. században jelent meg a római mitológiában. A szamniszok törzsi istene az i. e. 340–338-as latin háború után kialakuló latin szövetség fő védnöke lett. Neve a dia (fény) tőre vezethető vissza és a „holdfény” szinonimája. A római mitológiában Iuno Regina egyes feladatait vette át, így lett a gyermekekkel kapcsolatos tevékenységek istennője.
Apja Iuppiter, anyja Latona. A 12 főisten közé tartozik. Ikertestvére Apollo, akit a rómaiak az etruszk panteonból (Apulu) importáltak, nem közvetlenül a görögből, de tisztelete igazán csak i. e. 443-tól kimutatható.
Diana kultusza a klasszikus köztársaság korban tovább bővült. A görög panteon más isteneinek átvétele mellett a meglévőket is azonosították görög istenekkel, így Dianát Artemisszel. Ekkortól a vadászat istene is. Ő uralja a vadállatokat és a vadont is, valamint a szüzesség jelképe. Megmaradt a latin népek, a szülés és a nők védnökének és holdistennőnek is, amely tulajdonságokkal Artemisz sosem rendelkezett.